# إيفيلين شارما
إيفيلين شارما (بالألمانية: Evelyn Sharma)‏ هي عارضة وممثلة ألمانية، ولدت في 12 يوليو 1980 في ألمانيا.

## أعمال

### أفلام
- (2017) عندما التقى هاري وسيجال

## وصلات خارجية
- إيفيلين شارما على موقع IMDb (الإنجليزية)
- إيفيلين شارما على موقع أول موفي (الإنجليزية)
- إيفيلين شارما على موقع قاعدة بيانات الفيلم (الإنجليزية)
- إيفيلين شارما على موقع كينوبويسك (الروسية)